# Szeike Kiko
Szeike Kiko (清家 貴子) (Tokió, 1996. augusztus 8. –) japán válogatott labdarúgó.

## Klub
A labdarúgást az Urawa Red Diamonds csapatában kezdte.

## Nemzeti válogatott
2019-ben debütált a japán válogatottban. A japán válogatottban 2 mérkőzést játszott.

## Statisztika
| Japán válogatott | Japán válogatott | Japán válogatott |
| Időszak          | Mérk.            | gól              |
| ---------------- | ---------------- | ---------------- |
| 2019             | 2                | 1                |
| Összesen         | 2                | 1                |